# Francis Masson
Francis Masson (* August 1741 in Aberdeen, Schottland; † 23. Dezember 1805 in Montreal) war ein schottischer Botaniker und Pflanzensammler. Sein offizielles botanisches Autorenkürzel lautet „Masson“.

## Leben und Wirken
Francis Masson kam auf der Suche nach einer Beschäftigung als Gärtner nach London und lernte Joseph Banks und William Aiton im Botanischen Garten in Kew kennen. Banks schickte ihn als ersten Pflanzensammler im Auftrag der Britischen Krone auf Reisen.
Masson brach am 13. Juli 1772 von Plymouth an Bord von James Cooks Resolution zum Kap der Guten Hoffnung auf, wo er am 30. Oktober 1772 in Kapstadt ankam. Am 10. Dezember 1772 begann er zusammen mit Franz Pehr Oldenburg und einem Einheimischen auf einem achtspännigen Ochsenkarren eine zweimonatige Expedition in das Gebiet Stellenbosch und die Hottentots Holland Berge. Die zweite Reise (11. September 1773 bis 29. Januar 1774) und die dritte Reise (26. September 1774 bis 28. Dezember 1774) unternahm er gemeinsam mit Carl Peter Thunberg. 1776 erscheint eine ausführliche Beschreibung dieser Reisen in den Philosophical Transactions der Royal Society. Zu den bekanntesten Zeugnissen dieser Reisen gehören die Einführung der Paradiesvogelblume (Strelitzia reginae) und das älteste heute noch kultivierte Exemplar einer Kübelpflanze Encephalartos altensteinii, das er 1773 nach Kew sandte.
Am 26. Dezember 1775 schrieb Masson einen Brief an Carl von Linné, in dem er ihn bat, doch persönlich die Ehrung für eine neu entdeckte Pflanzengattung mit dem Gattungsnamen Massonia vorzunehmen, den sein Reisegefährte Thunberg vorgeschlagen hatte. Es kam jedoch nicht mehr dazu, da Linné zwei Jahre später starb, und Linnés Sohn veröffentlichte 1782 die Erstbeschreibung.
Am 19. Mai 1776 verließ er England erneut, diesmal um die Azoren (São Miguel), die Kanarischen Inseln, Madeira und Westindien (hier insbesondere St. Christopher) zu erkunden. 1781 kehrte er nach England zurück.
1783 bereiste er Portugal, Spanien, Tanger und erneut Madeira. 1786 kehrte er für zehn Jahre an das Kap der Guten Hoffnung zurück. Seine Reiseaufzeichnungen über diese Zeit sind verloren gegangen.
1796 begann Masson mit der Veröffentlichung von Stapelia novae. In diesem Werk beschrieb er zahlreiche neue Arten der Gattung Stapelia. Die zugehörigen 41 Farbtafeln hatte er an den natürlichen Standorten – bis auf eine Ausnahme – selbst gezeichnet. Unter den Erstbeschreibungen war auch Stapelia gordonii. Im gleichen Jahr wurde er Mitglied der Linné-Gesellschaft.
Auf Vorschlag von Sir Joseph Banks, seit 1778 Präsident der Royal Society, segelte er im September 1797 nach Nordamerika und kam im Dezember in New York an. Gegen Ende Mai 1798 reiste er nach Oswego und sammelte entlang des Ufers des Ontariosees Pflanzen. Anfang Juli 1778 erreichte er die auf der Niagara-Halbinsel gelegenen Orte Newark und schließlich Queenston (Ontario). Von hier aus führte ihn sein Weg über York in Oberkanada bis nach Montreal, wo er am 16. Oktober 1798 ankam. Von hier aus erkundete er 1799 die Gebiete entlang des Ottawa Rivers und des Oberen Sees.
Masson starb vor seiner geplanten Heimreise im Frühjahr 1806 kurz vor Weihnachten 1805 in Montreal. Er wurde dort auf dem Friedhof der Scotch Presbyterian Church begraben.
Auf seinen Reisen entdeckte Masson hunderte neue Pflanzenarten. Die von ihm neu beschriebenen Pflanzen stammen fast ausschließlich aus der Pflanzenfamilie der Asclepiadaceae.

## Ehrentaxon
Carl Peter Thunberg benannte ihm zu Ehren die Gattung Massonia aus der Pflanzenfamilie der Hyazinthengewächse (Hyacinthaceae).

## Schriften (Auswahl)
- An Account of Three Journeys from the Cape Town into the Southern Parts of Africa; Undertaken for the Discovery of New Plants, towards the Improvement of the Royal Botanical Gardens at Kew. In: Philosophical Transactions of the Royal Society. Band 66, 1776, S. 268–317 (doi:10.1098/rstl.1776.0017).
- An Account of the Island of St. Miguel. In: Philosophical Transactions of the Royal Society. Band 68, 1778, S. 601–610 (doi:10.1098/rstl.1778.0027).
- Le Jardin Anglois, poëme en quatre chants. 1. Auflage, Leroy, Paris 1788.
- Stapeliae novae: or, a collection of several new species of that genus; discovered in the interior parts of Africa. W. Bulmer and Co., London 1796–1797 (4 Teile, online).
  - Stapeliae Novae. Facsim. Reprint, Casa Editrice Le Lettere, Firenza 1998, ISBN 88-7166-427-2.

## Nachweise